# Cefa
Cefa is een Roemeense gemeente in het district Bihor.
Cefa telt 2383 inwoners.